# 동백섬
해운대 동백섬(海雲臺 冬栢섬)은 부산광역시 해운대구에 있는 육계도이다. 1999년 3월 9일 부산광역시의 기념물 제46호 해운대동백섬으로 지정되었다가, 2014년 9월 3일 해운대 동백섬으로 명칭이 변경되었다.

## 개요
섬 전체를 붉게 물들이는 동백나무가 섬의 이름이 된 동백섬은 해운대해수욕장에서 바다 방향을 향해 서서 오른쪽을 볼 때, 백사장 끝에서 연결된 육계도이다. 즉, 원래는 섬이었는데 바로 옆으로 흐르는 춘천천의 영향으로 퇴적작용을 하여 육지와 연결되었지만, 지금도 옛날 명칭으로 불리고 있다.
동백섬 주위로 산책로가 조성되어 있어서 그 길을 따라 바다와 숲이 만드는 절경과 함께 멀리 광안대교, 오륙도, 달맞이 고개 등을 보면서 동시에 섬 곳곳에 있는 최치원의 해운대석각, 황옥공주 전설이 깃든 인어상, 누리마루 APEC하우스 등도 볼 수 있다.

## 사진

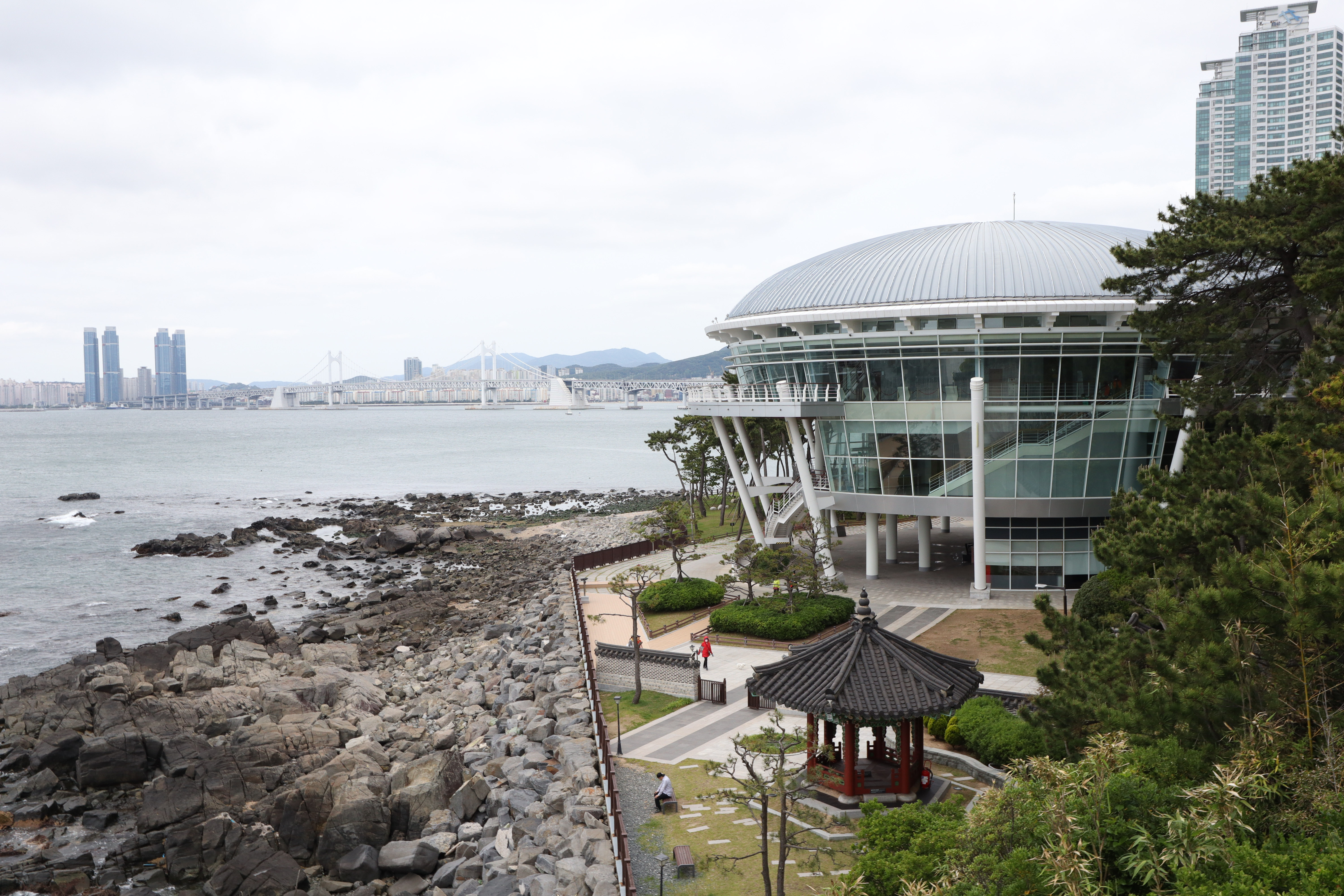
동백섬 내에 있는 누리마루 APEC 하우스
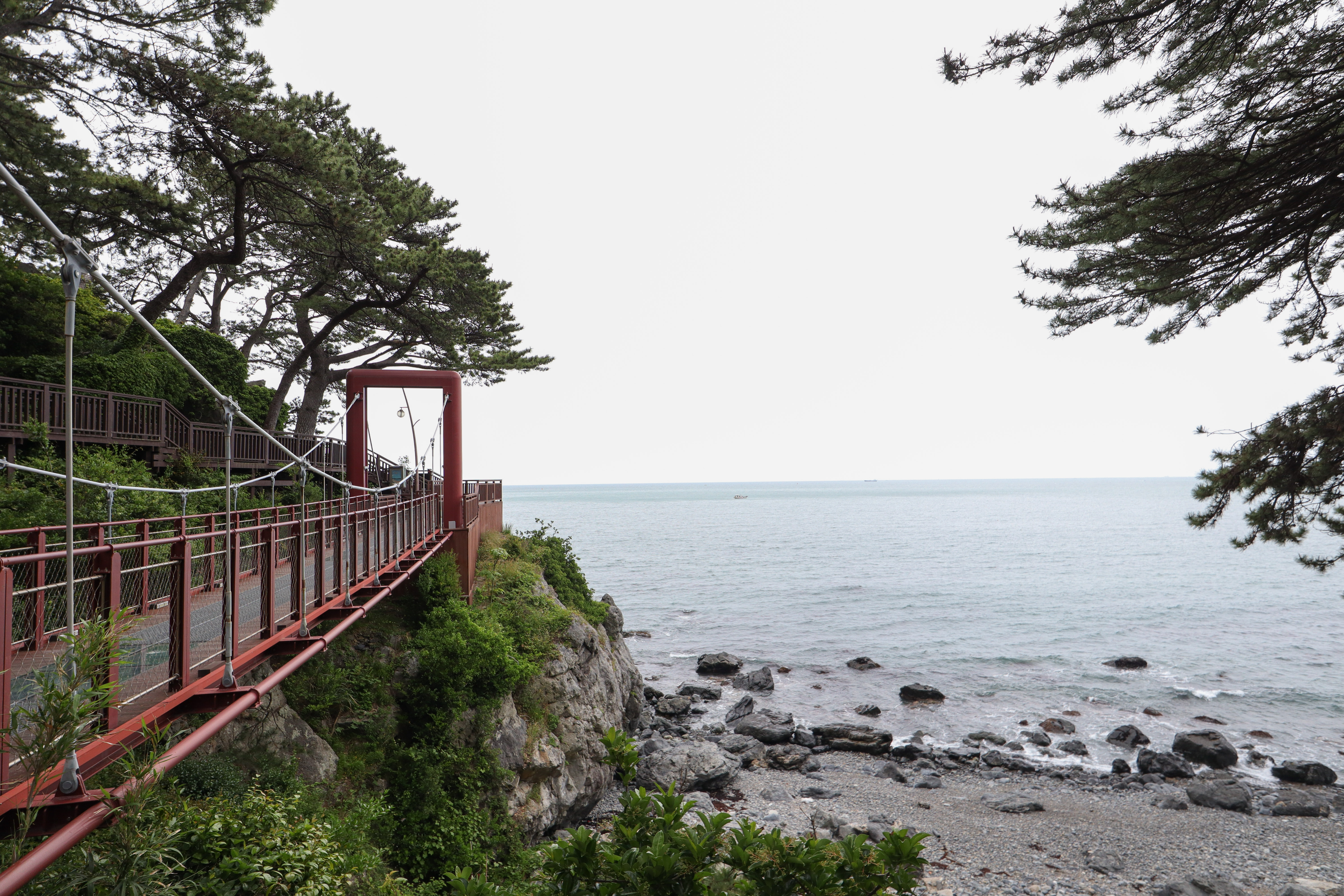
출렁다리와 바다
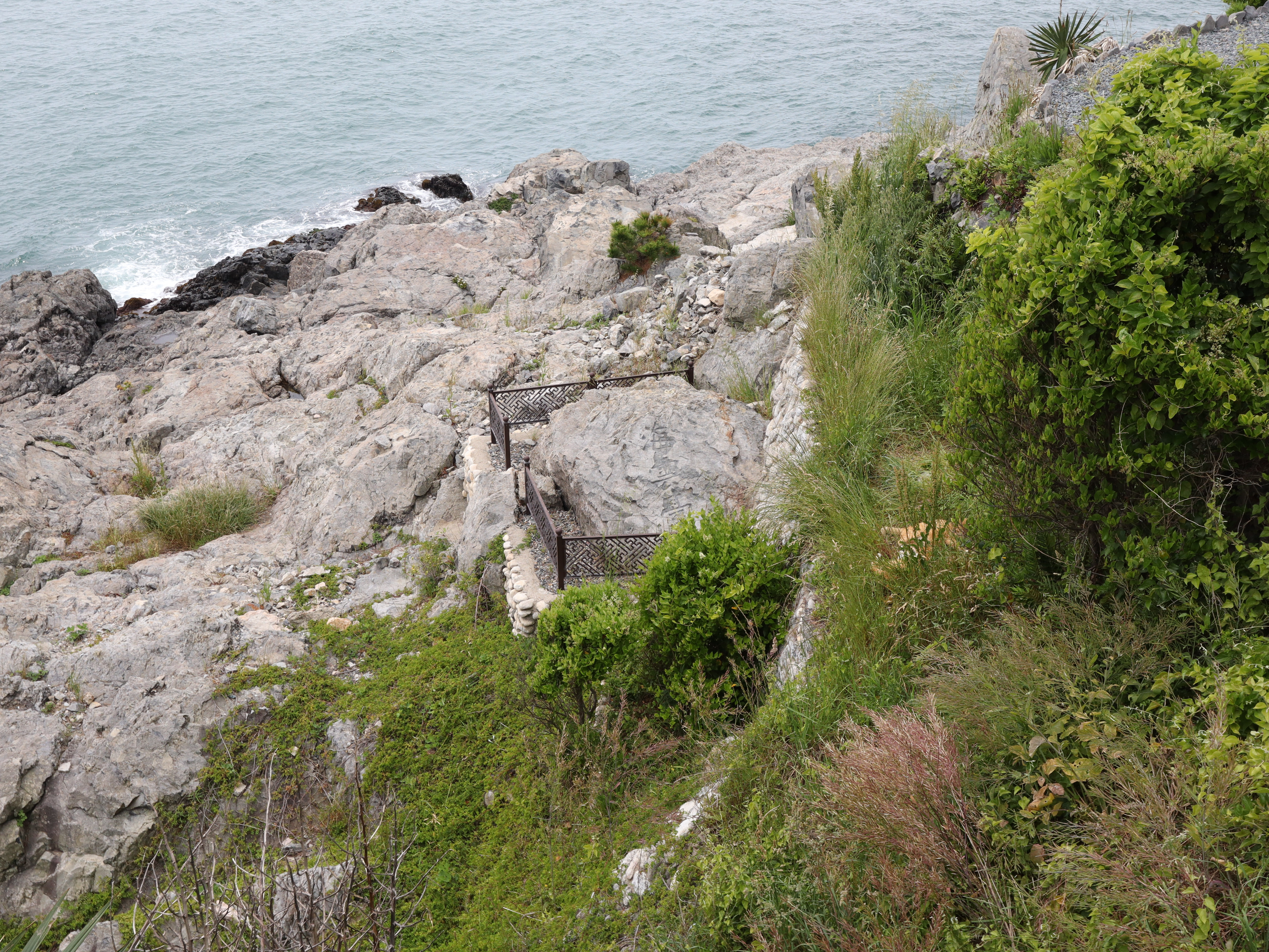
동백섬 내에 있는 해운대석각
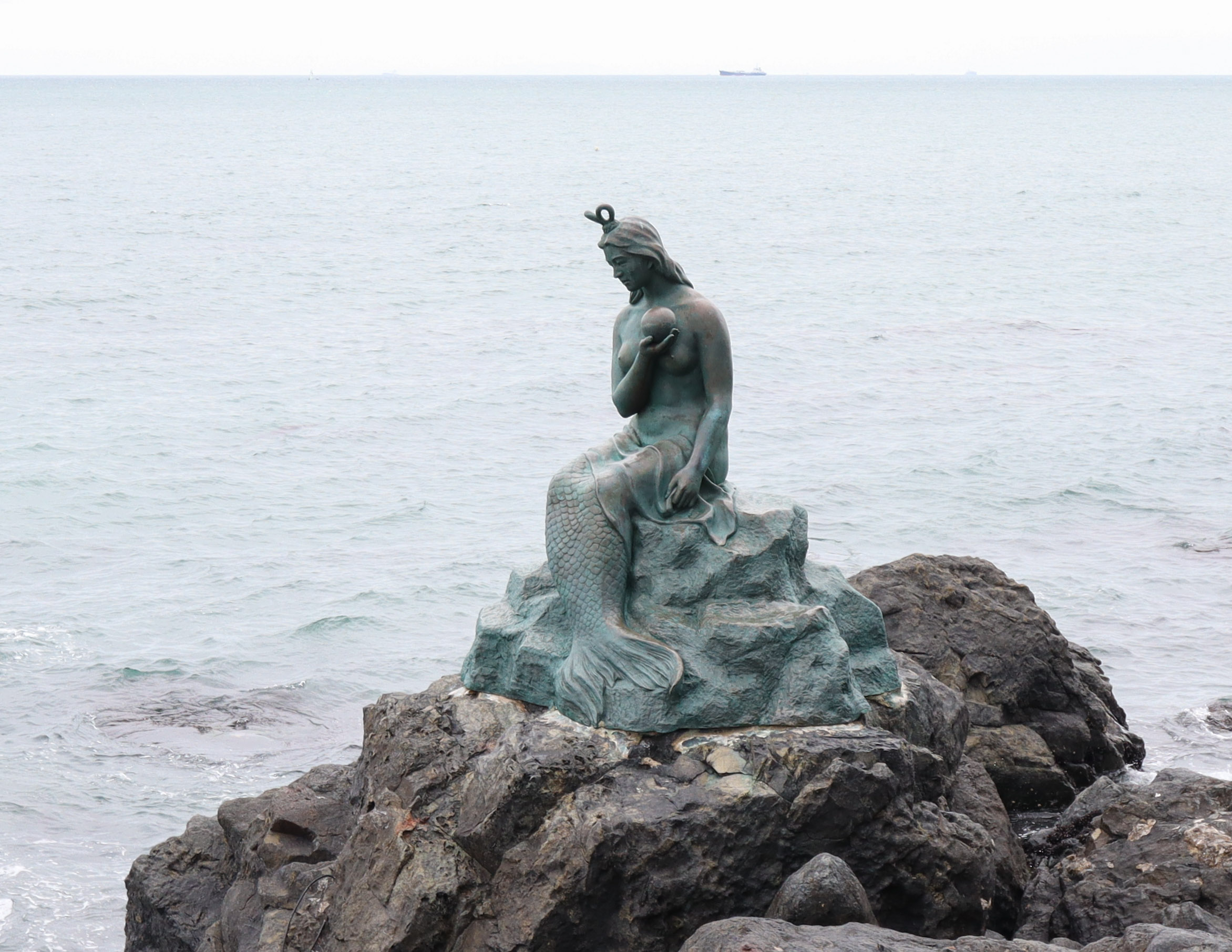
동백섬 내에 있는 황옥공주 인어상
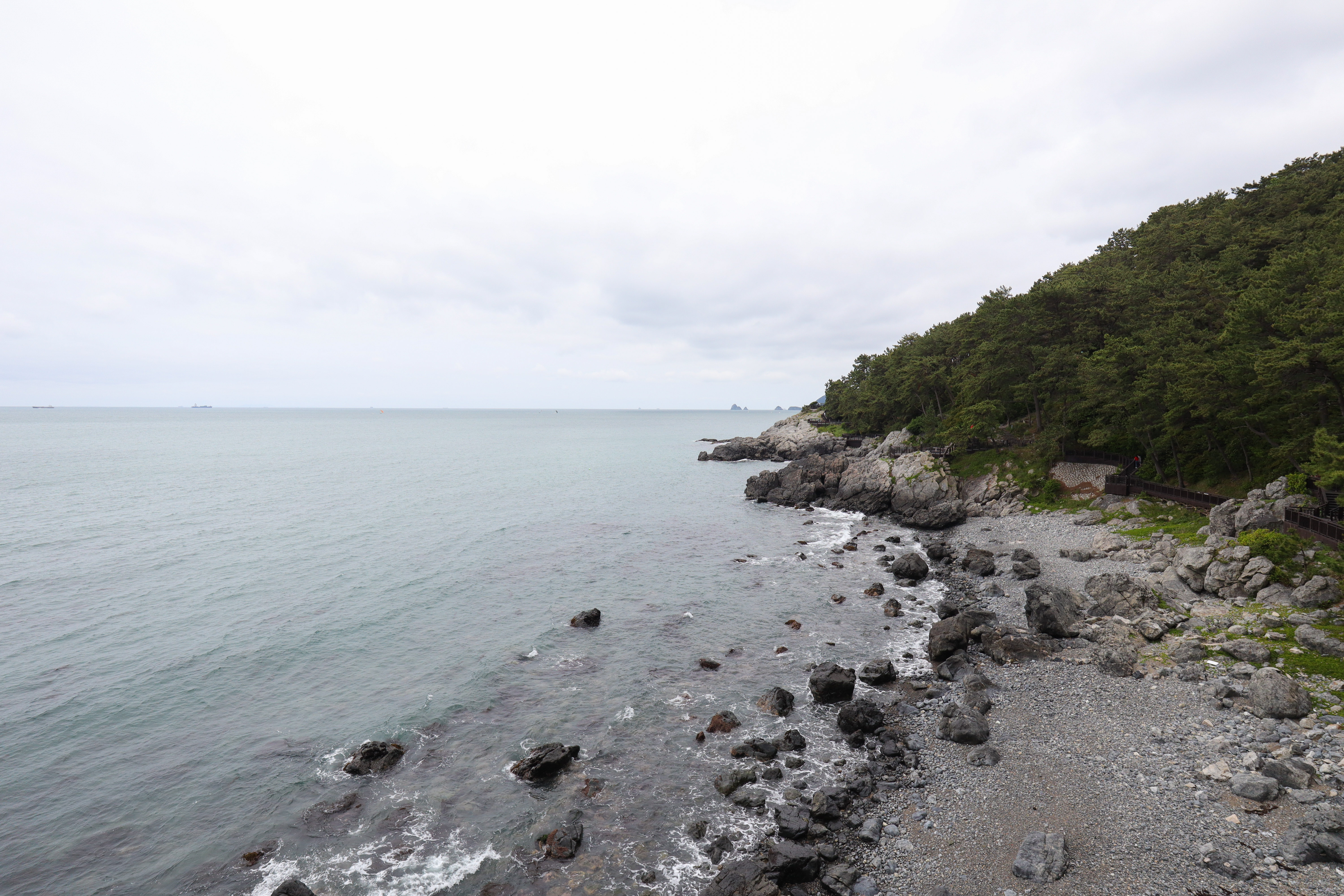
바다와 맞닿은 동백섬
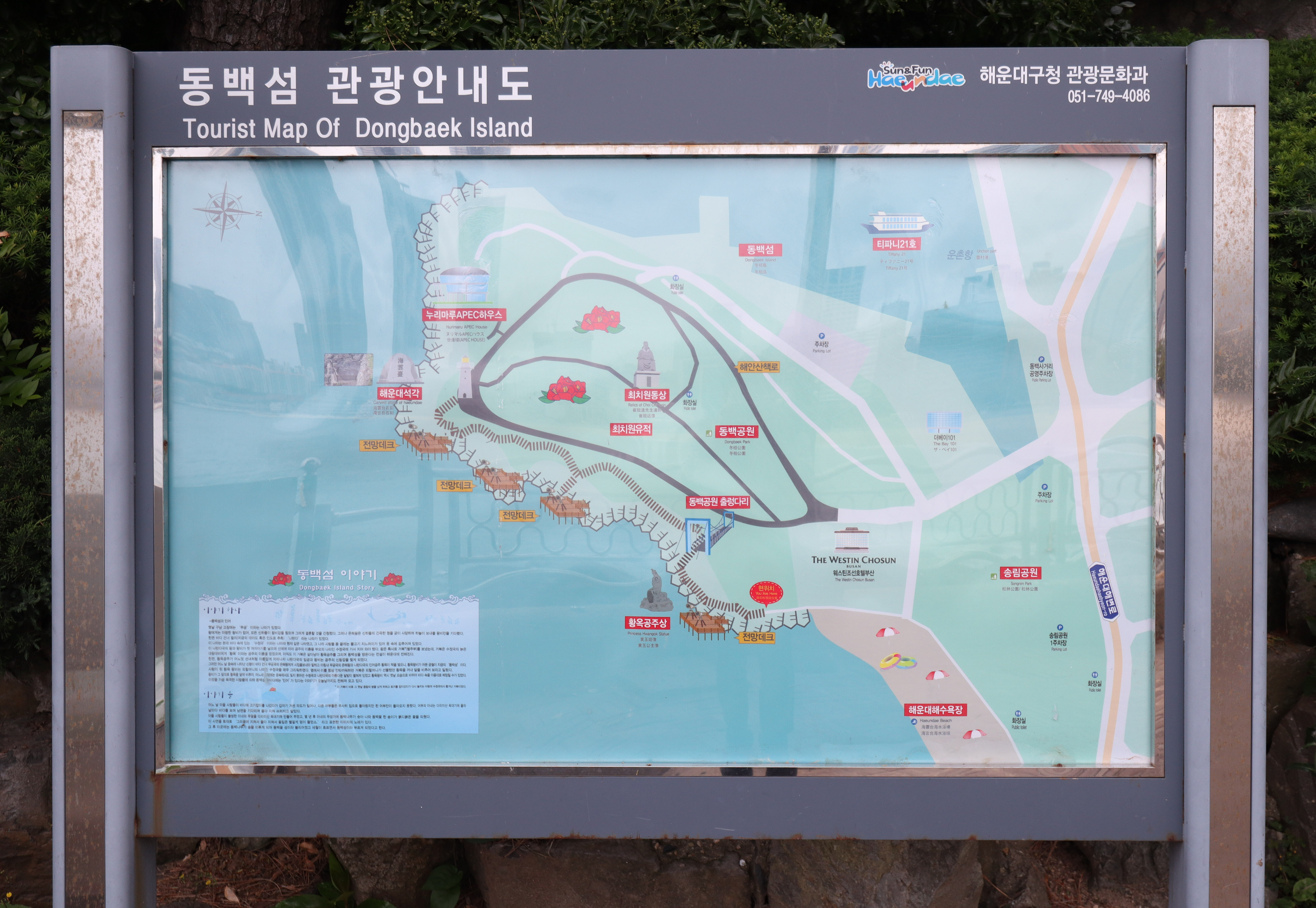
동백섬 관광안내도
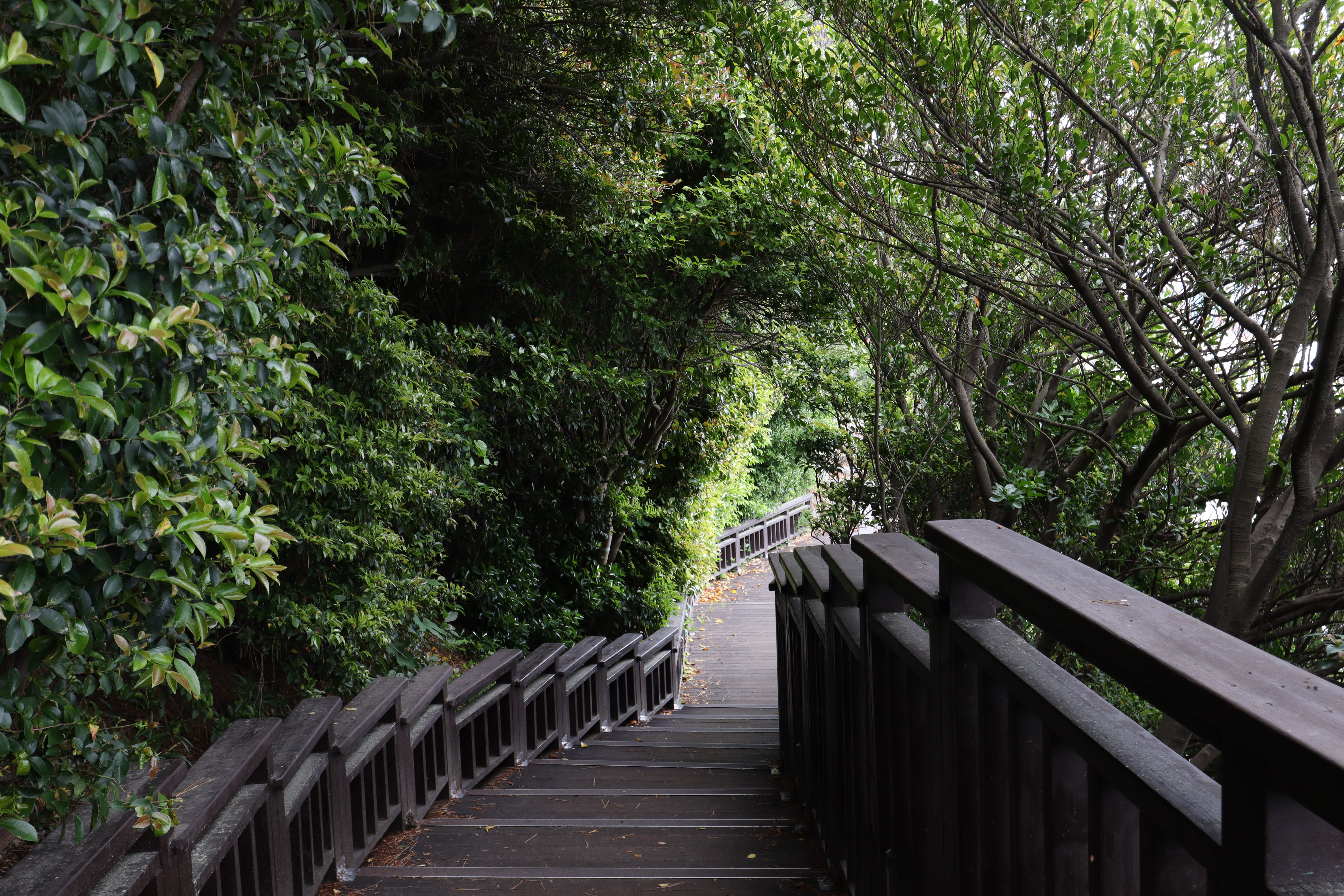
동백섬 산책로
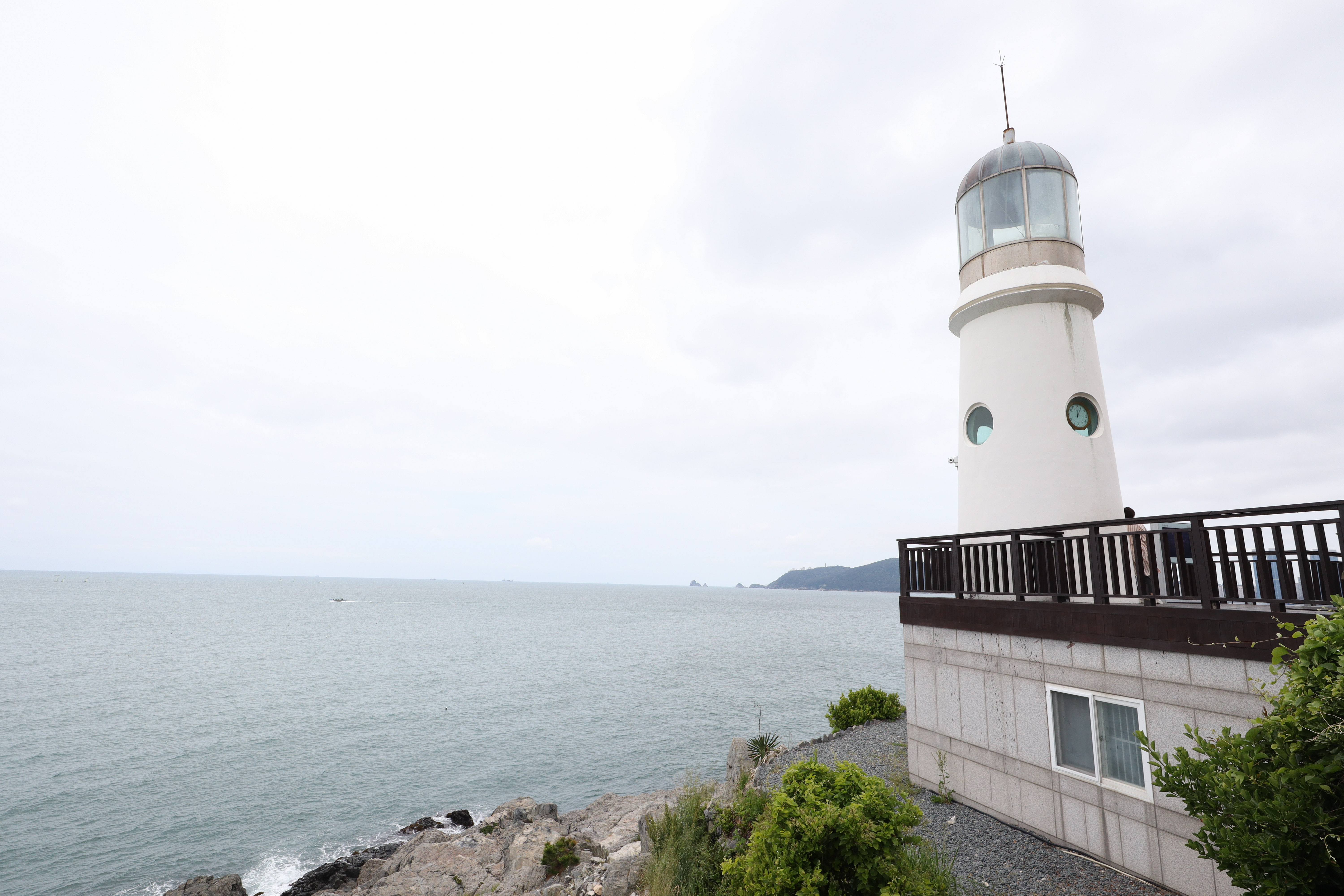
동백섬 등대
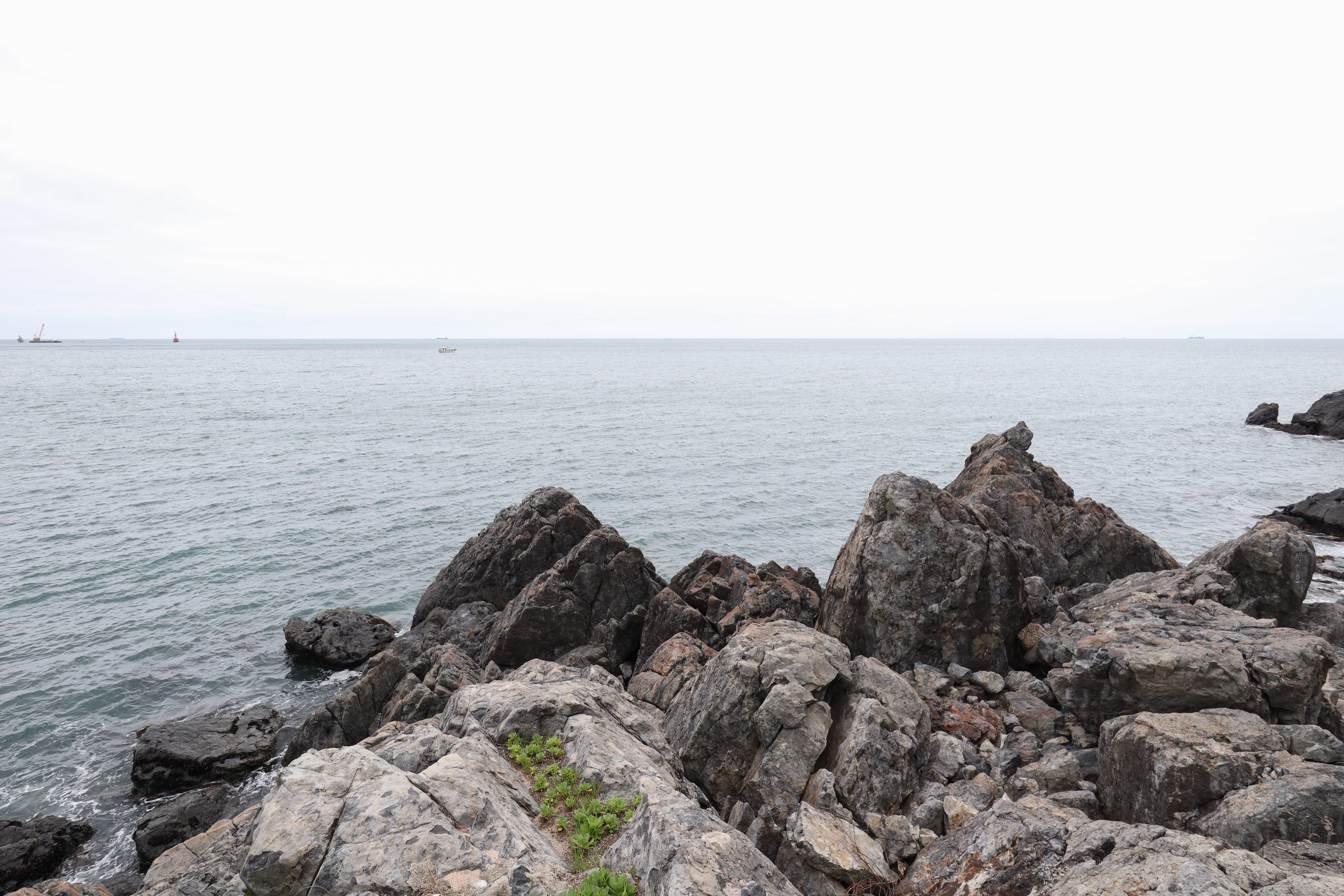
동백섬 해안가 바위
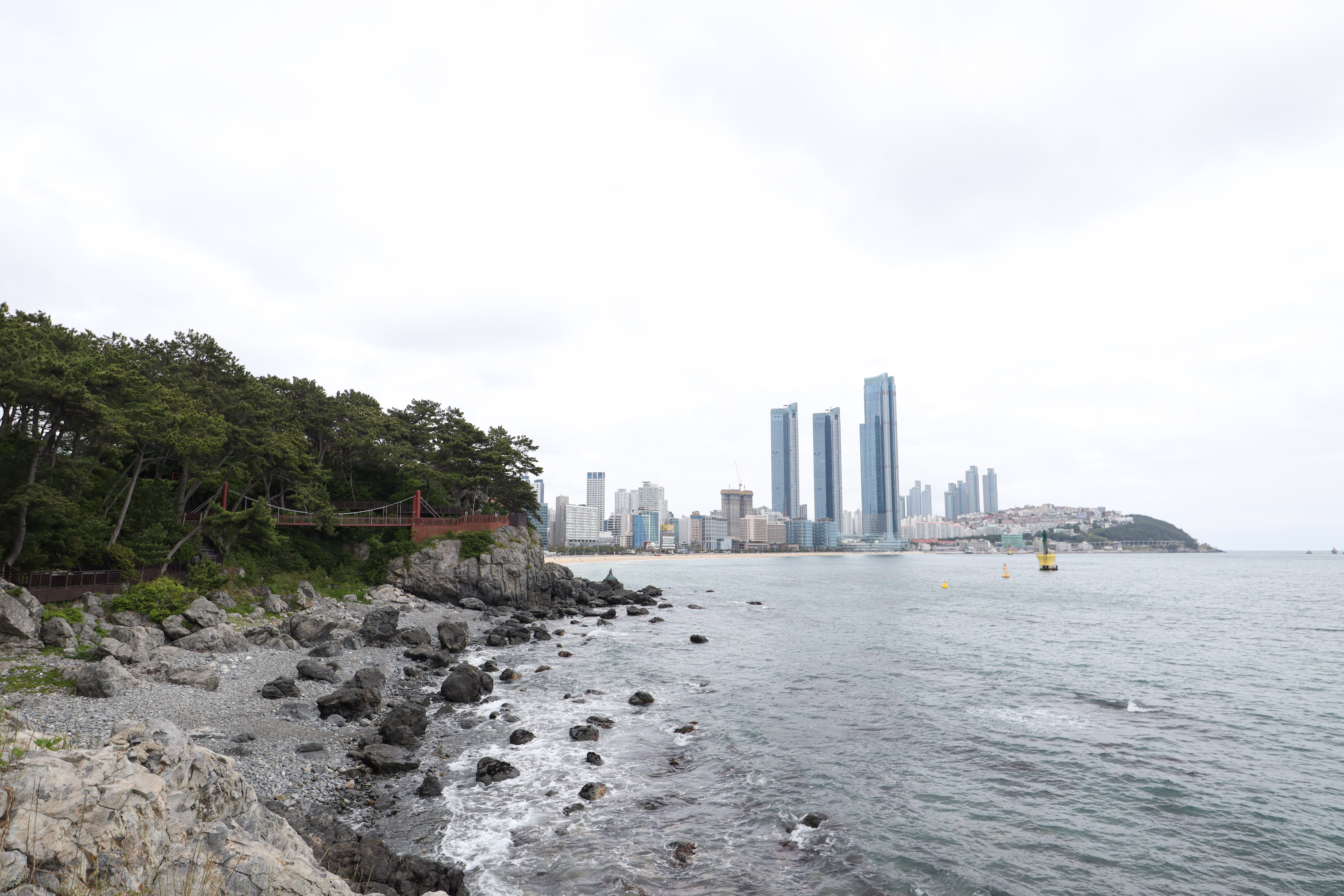
동백섬에서 바라본 해운대 엘시티 더샵

## 같이 보기
- 해운대 석각 - 부산광역시 기념물 제45호
- 최치원

## 참고 자료
- 해운대 동백섬 - 국가유산청 국가유산포털